# Пестонов, Николай Фёдорович
Николай Фёдорович Пестонов (19 мая 1899, Аппаково, Казанская губерния — 7 декабря 1974, Куйбышев) — помощник командира саперного взвода 174-го гвардейского стрелкового полка гвардии старший сержант — на момент представления к награждению орденом Славы 1-й степени.

## Биография
Родился 19 мая 1899 года в селе Аппаково (ныне — в Алькеевском районе Республики Татарстан). С ранних лет батрачил на местного кулака. В 1919 году первым селе вступил в Красную Армию. Участвовал в боях Гражданской войны на Восточном фронте, против колчаковцев.
В 1923 году вернулся домой, окончил школу, одним из первых вступил в колхоз. Через несколько лет переехал в город Самару, здесь в 1929 году окончил и школу техников навигационных работ. Работал техником-топографом в геодезической партии.
В начале 1942 года был вновь призван в Красную Армию. В боях Великой Отечественной войны с апреля 1942 года. Воевал сапёром, к весне 1944 года стал помощником командира сапёрного взвода 174-го гвардейского стрелкового полка 57-й гвардейской стрелковой дивизии.
11-13 мая 1944 года при форсировании реки Днестр в районе села Шерпены гвардии сержант Пестонов с группой саперов умело организовал переправу боеприпасов и продовольствия подразделениям, находящимся на правом берегу реки. Личным примером воодушевлял бойцов при отражении контратак противника.
Приказом от 20 мая 1944 года гвардии сержант Пестонов Николай Фёдорович награждён орденом Славы 3-й степени.
В конце июля 1944 года гвардии старший сержант Пестонов с группой сапёров произвел инженерную разведку левого берега реки Висла в районе города Магнушев, обезвредил много противотанковых и противопехотных мин, чем содействовал форсированию реки полком.
Приказом от 7 сентября 1944 года гвардии старший сержант Пестонов Николай Фёдорович награждён орденом Славы 2-й степени.
14 апреля 1945 года в бою за населённый пункт Альт-Тухебанд в группа сапёров из четырёх человек под командованием гвардии старшего сержанта Пестонова под огнём противника обезвредила свыше 630 мин, около 200 из них было на счету Пестонова. 17 апреля, когда был ранен командир взвода, взял командование на себя. В уличном бою в пригороде Кёпеник города Берлина разминировал улицу и баррикаду. В ночь на 30 апреля разведал мост через канал Тельтов и обезвредил 8 противотанковых мин.
Указом Президиума Верховного Совета СССР от 15 мая 1946 года за мужество, отвагу и бесстрашие, проявленные в боях с вражескими захватчиками гвардии старший сержант Пестонов Николай Фёдорович награждён орденом Славы 1-й степени. Стал полным кавалером ордена Славы.
В 1945 году был демобилизован. Жил в городе Куйбышев, Самара. Член ВКП(б)/КПСС с 1949 года. Работал руководителем группы по снабжению, мастером на заводе. Скончался 7 декабря 1974 года.
Награждён орденами Отечественной войны 2-й степени, Красной Звезды, Славы 3-х степеней, медалями, в том числе «За отвагу».